# بيل ماكدونا
بيل ماكدونا هو لاعب هوكي الجليد كندي، ولد في 30 أبريل 1928 في رووان نوراندا في كندا.

## وصلات خارجية
- بيل ماكدونا على موقع دوري الهوكي الوطني (الإنجليزية)
- بيل ماكدونا على موقع EliteProspects.com (الإنجليزية)
- بيل ماكدونا على موقع HockeyDB.com (الإنجليزية)
- بيل ماكدونا على موقع Hockey-Reference.com (الإنجليزية)